# Execuflight-Flug 1526

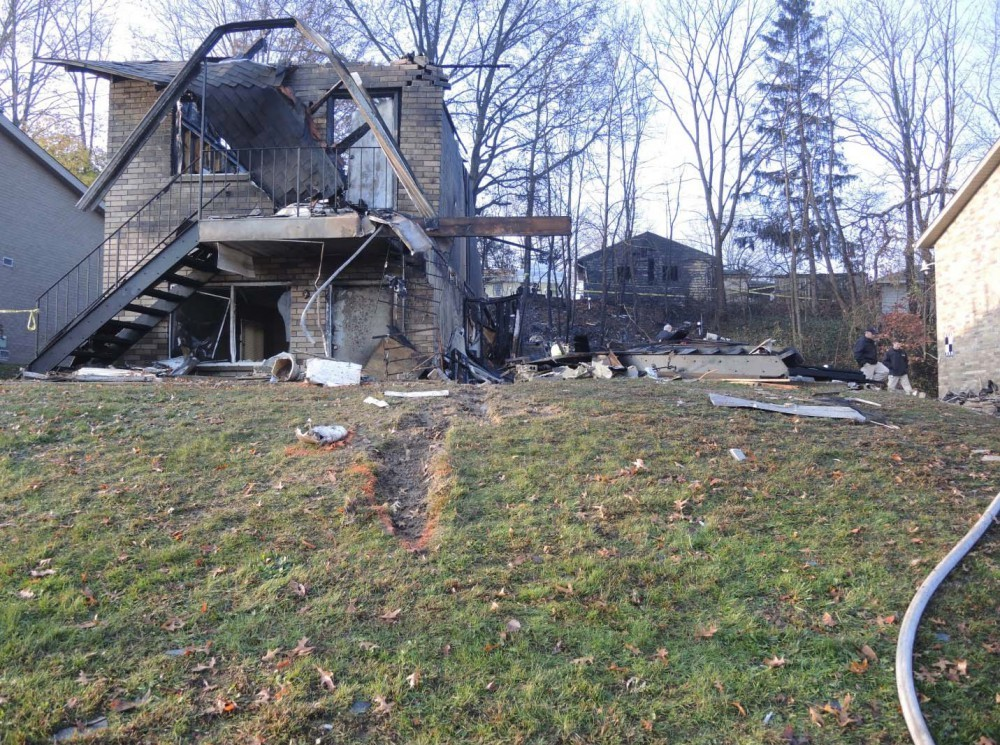
Absturzstelle

Der Execuflight-Flug 1526 (Flugnummer ICAO: EFT1526, Funkrufzeichen ZIPLINE 1526) war ein Inlands-Charterflug der Fluggesellschaft Execuflight vom Dayton-Wright Brothers Airport zum Akron Fulton International Airport am 10. November 2015, der mit einem Geschäftsreiseflugzeug vom Typ British Aerospace BAe 125-700A durchgeführt wurde. Im Endanflug auf Akron verloren die Piloten die Kontrolle über die Maschine, welche daraufhin in einer Wohnsiedlung zu Boden ging und explodierte. Bei dem Unfall starben alle neun Insassen des Flugzeugs, die Maschine und das Wohnhaus, in welches diese gestürzt war, brannten völlig aus.

## Maschine
Bei dem betroffenen Flugzeug handelte es sich um eine 1979 gebaute British Aerospace BAe 125-700A mit der Werknummer 257072 und der Modellseriennummer NA0252. Die Maschine wurde erstmals mit dem Luftfahrzeugkennzeichen N700HS auf einen privaten Eigentümer zugelassen. Ab dem 21. Oktober 1980, als sie auf die Moore McCormack Resources Inc. zugelassen wurde, trug die Maschine das Kennzeichen N900MR, das sie auch beibehielt, als sie im Februar 1988 an British Aerospace zurückging und im Mai 1988 an die Great Northern Nekoosa Corporation weiterveräußert wurde. Bei letzterer wurde sie im November 1988 mit dem Kennzeichen N401GN und im September 1990 als N513GP wiederzugelassen. Ihr Kennzeichen behielt die Maschine auch bei, als sie im Dezember 1990 auf die Georgia-Pacific Corporation und im Februar 1997 auf die Blue Air LLC umgemeldet wurde. Letztere meldete die Maschine im August 1997 auf das Kennzeichen N895CC um, welches die Maschine auch beibehielt, als sie zum 20. Juni 2000 auf die Waddell & Reed Development Inc. umgeschrieben wurde, welche die Maschine zum 2. Mai 2001 mit ihrem letzten Luftfahrzeugkennzeichen N237WR zuließ. Zum 4. Februar 2009 wurde der Betreiber in Waddell & Reed Inc. umfirmiert. Ab dem 6. Oktober 2009 war die Maschine auf die Hawker Beechcraft Corporation zugelassen, ab dem 20. Oktober 2009 auf Dove Air Inc. und ab dem 11. März 2010 auf die Rais Group International NC LLC. Das zweistrahlige Geschäftsreiseflugzeug war mit zwei Turbojettriebwerken des Typs Garrett TFE731-3-1H ausgerüstet. Bis zum Zeitpunkt des Unfalls hatte die Maschine eine Gesamtbetriebsleistung von 14.948 Betriebsstunden absolviert, auf die 11.075 Starts und Landungen entfielen.

## Passagiere und Besatzung
Den Unfallflug hatten sieben Passagiere angetreten, bei denen es sich um Angestellte des Immobilienunternehmens Pebb Enterprises aus Boca Raton, Florida handelte. An Bord der Maschine befand sich eine zweiköpfige Besatzung, bestehend aus dem 40-jährigen kolumbianischen Flugkapitän Andrés Chavez und dem 50-jährigen, italienischen Ersten Offizier Renato Marchese. Auf dem Flug waren keine Flugbegleiter vorgesehen. Der Flugkapitän gehörte seit dem 4. Juni 2015 der Fluggesellschaft an. Seine kumulierte Flugerfahrung belief sich auf 6170 Stunden, wovon er 3414 Stunden als Pilot in Command geflogen war. Er verfügte über 1020 Stunden Flugerfahrung mit Maschinen des Unfalltyps, wovon er 670 Stunden als Pilot in Command absolviert hatte. Der Erste Offizier wurde am 1. Juni 2015 durch Execuflight eingestellt. Er verfügte über 4382 Stunden Flugerfahrung, wovon er 3200 als Pilot in Command abgeleistet hatte. Seine Flugerfahrung mit Maschinen des Unfalltyps belief sich auf 482 Stunden, die er vollumfänglich in der Rolle des Ersten Offiziers absolviert hatte.

## Unfallhergang
Die Maschine war für eine zweitägige Flugreise gebucht, die aus sieben Flugabschnitten bestehen sollte. Die Maschine startete am Vortag um 6:50 Uhr mit den beiden Piloten sowie sieben Passagieren an Bord in Fort Lauderdale, Florida. Es folgten Zwischenstopps in Saint Paul, Minnesota, Moline, Illinois und St. Louis, Missouri, bevor die Maschine am Abend um 19:55 Uhr in Cincinnati, Ohio landete. Am nächsten Tag flog die Maschine um 11:12 Uhr in Cincinnati ab und erreichte um 11:35 Uhr Dayton. Dort füllte der Kapitän um 13:30 Uhr einen Flugplan aus, der einen 34-minütigen Flug nach Instrumentenflugregeln in 17.000 Fuß (ca. 5180 Meter) Höhe und bei einer Geschwindigkeit von 382 Knoten (ca. 707 km/h) vorsah. Der Kapitän betankte daraufhin die beiden Tragflächentanks und teilte dem Betreiber um 13:49 Uhr mit, dass die Türen geschlossen und die Maschine abflugbereit sei. Die Maschine startete um 14:13 Uhr von der Startbahn 20 in Dayton und kontaktierte wenig später die Flugsicherung in Indianapolis, welche die Freigabe zum Steigflug auf 17.000 Fuß erteilte. Entgegen der informellen Praxis des Unternehmens für Flüge mit Passagieren an Bord wurde die Maschine durch den Ersten Offizier gesteuert und der Flug vom Flugkapitän überwacht. Als sich das Geschäftsreiseflugzeug im Instrumentenanflug auf die Landebahn 25 des Flughafens Akron befand, erkundigten sich die Piloten nach den Wetterverhältnissen in Akron. Da sie das Funkgerät auf die falsche Frequenz eingestellt hatten, erhielten sie die Wettervorhersage für den 108 Meilen südwestlich ihres Zieles gelegenen Fairfield County Airport in Lancaster, Ohio.
Als die Piloten bemerkten, dass die Wetterverhältnisse wesentlich schlechter waren, als vorhergesagt, bat der Erste Offizier, dessen Aufgabe es eigentlich gewesen wäre, die Anflugbesprechung zu leiten, den Flugkapitän, dies zu tun. Die Piloten besprachen dann einen Anflug auf Landebahn 25. Die Flugsicherung in Indianapolis gab der Maschine die Anweisung, den Knotenpunkt "HUUVR" in einer Höhe von 9.000 Fuß zu überfliegen und sich mit der Flugsicherung in Cleveland in Verbindung zu setzen. Die Piloten besprachen anschließend weiter den Anflug auf Landebahn 25. Während sie dies taten und die Maschine sich im Sinkflug auf 13.500 Fuß Höhe befand, kam ein Passagier ins Cockpit, um mit den Piloten zu sprechen. Der Flugkapitän teilte dem Passagier mit, dass er ein paar Minuten bleiben könne, aber dann gehen müsse, da die Besatzung nicht gestört werden dürfe.

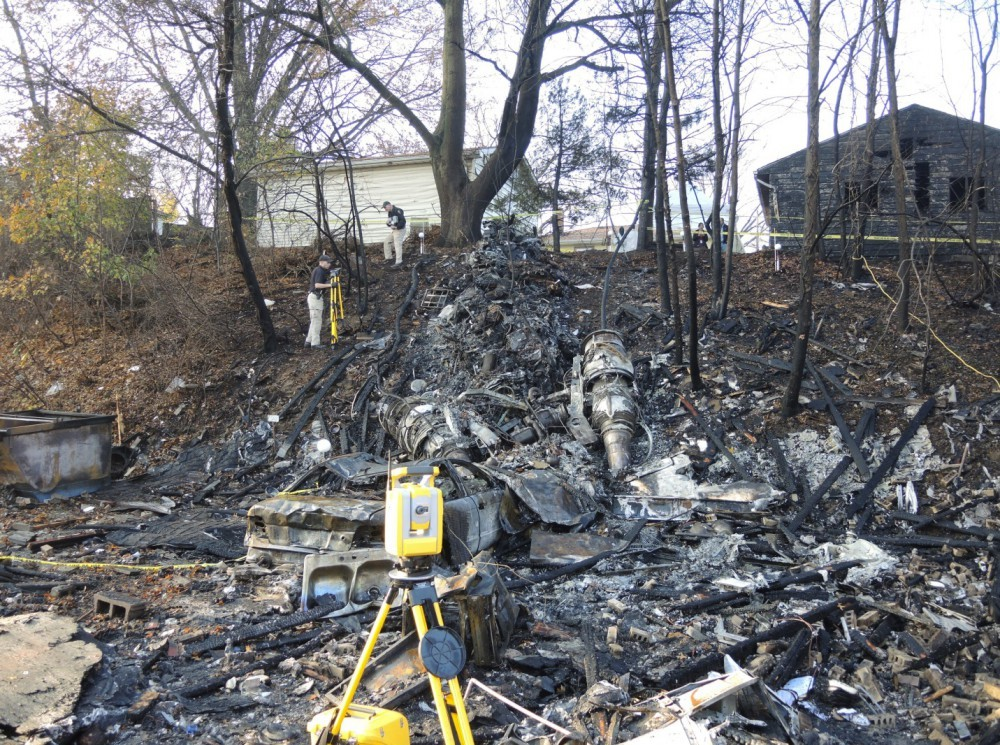
Trümmerteile an der Absturzstelle

Während sich das Geschäftsreiseflugzeug im Anflug auf Akron befand, wurden dessen Piloten angewiesen, den Anflug zu verlangsamen, da ein Kleinflugzeug vom Typ Piper PA-28-161 auf derselben Landebahn landen sollte. Die Besatzung der Hawker wurde angewiesen, den Kurs zu ändern, die Geschwindigkeit zu verringern und auf einer Flughöhe von 3.000 Fuß zu verbleiben. Nach der Landung meldete die Besatzung der Piper, in der sich ein Fluglehrer mit einem Flugschüler befand, welcher Landeanflüge bei schlechtem Wetter üben sollte, dass man die Wolkendecke unter den Mindestsichtbedingungen durchbrochen habe.
Nach einem instabilen Anflug ging die Kontrolle über die Maschine verloren. Das Flugzeug rollte stark nach links und flog in Stromleitungen, ehe es um 14:53 Uhr Ortszeit in ein 3.200 Meter vor der Landebahnschwelle gelegenes Wohnhaus mit vier Wohnungen in der Mogadore Road 3042 stürzte und in Flammen aufging. Die Maschine wurde durch den Aufprall und den Brand völlig zerstört. Die sieben Passagiere und zwei Besatzungsmitglieder kamen bei dem Unfall ums Leben. Das Haus brannte völlig aus und musste später abgerissen werden. Am Boden wurde niemand verletzt.

## Ursache
Die Untersuchung wurde dadurch erschwert, dass die Maschine lediglich mit einem Cockpit Voice Recorder, nicht jedoch mit einem Flugdatenschreiber ausgerüstet war, da dieser für Passagierflugzeuge mit weniger als 10 Sitzplätzen für Passagiere nicht vorgeschrieben war. Unmittelbar vor dem Gebäude, in das die Maschine eingeschlagen war, entdeckten die Ermittler eine große Furche, woraus sie schließen konnten, dass die Maschine zunächst mit der linken Tragflächenspitze Bodenkontakt hatte. Die Ermittler stellten ferner fest, dass die Auftriebshilfen auf 45 Grad und damit für eine Landung vollausgefahren waren. Die Ermittler konnten ein Anzeigegerät für den Anstellwinkel bergen, auf dem zu sehen war, dass der Anstellwinkel sich zum Zeitpunkt des Aufpralls im roten Bereich befunden hatte und somit ein Strömungsabriss aufgetreten war. Bei der Auswertung von an der Absturzstelle vorgefundenen Borddokumenten wurde festgestellt, dass diese kein Hilfstriebwerk auswiesen, obwohl die Unfallermittler bei der Untersuchung der Trümmer eines vorfanden. Die Ermittler berechneten, dass das Hilfstriebwerk ein Gewicht von 300 Pfund (ca. 136 kg) gehabt hatte. Gemäß den Dokumenten sei die Maschine mit 3701 kg Kraftstoff betankt worden, während die Piloten eine Menge von 3.492 Kilogramm aufschrieben. Die Berechnungen ergaben, dass das Gewicht der Maschine entgegen der Aufzeichnungen der Piloten um 130 Kilogramm, und damit geringfügig überschritten gewesen war. Die Ermittler stellten fest, dass die Fluggeschwindigkeit der Maschine im letzten Flugabschnitt auf 98 Knoten (ca. 181,5 km/h) und damit in den Bereich der Strömungsabrissgeschwindigkeit gesunken war. Die Ermittler stellten bei einer Auswertung der Radardaten fest, dass die Piloten mehr als zwei Minuten nach der Freigabe zum Sinkflug gewartet hatten, bevor sie diesen einleiteten, um dann die Maschine mit dem Doppelten der vorhergesehenen Sinkgeschwindigkeit weiter absinken zu lassen. Während nach dem verpassten Sinkflug das Einleiten eines Fehlanfluges geboten gewesen wäre, führte der beschleunigte Sinkflug zu einem instabilen Anflug. Zuvor war das Fahrwerk abgesenkt und der Schub deutlich verringert worden. Die Fluggeschwindigkeit fiel daraufhin von 175 Knoten auf 140 Knoten und wenig später auf 120 Knoten. Ein Abgleich mit den Aufnahmen des Stimmenrekorders ergab, dass der Sinkflug verspätet eingeleitet wurde, da die Piloten darüber stritten, ob die Maschine für den Anflug zu langsam fliege. Der Flugkapitän zeigte sich besorgt, dass die Maschine in einen Strömungsabriss geraten könnte, während der Erste Offizier glaubte, sie sei für einen Anflug schnell genug. Als der Erste Offizier feststellte, dass der Punkt für das Einleiten des Sinkfluges verpasst wurde, fuhr er die Auftriebshilfen voll aus, was zu einem rapiden Höhenverlust führte. Während der Flugkapitän die Landecheckliste durchging, unterbrach er diesen Prozess plötzlich, da er sich besorgt über die erratische Flugbahn der Maschine und den starken Sinkflug von 2.000 Fuß pro Minute zeigte, während sich die Maschine nur 500 Fuß über dem Boden befand.
Aufzeichnungen sowie Befragungen von Arbeitskollegen der Piloten ergaben, dass diese zum Unfallzeitpunkt übermüdet gewesen sein mussten, da sie in den Nächten zuvor im Schnitt nur rund sechs Stunden pro Nacht geschlafen hatten. Sie ließen die Maschine unter die Sicherheitsflughöhe von 473 Fuß sinken, obwohl sie zwar Bodensicht hatten, jedoch die Landebahn immer noch nicht im Blick hatten. Während sie nach der Landebahn Ausschau hielten, entging ihnen, dass die Fluggeschwindigkeit auf 98 Knoten gesunken war, wodurch sich ein Strömungsabriss ereignete.
Eine Durchsicht der Ausbildungsprotokolle der beiden Piloten ergab, dass der Flugkapitän von seinem vorangegangenen Arbeitgeber entlassen worden war, nachdem er es versäumt hatte, zum Training zu erscheinen. Der Erste Offizier war aufgrund schlechter Leistungen im Training ebenfalls durch seinen letzten Arbeitgeber entlassen worden. Der Vorsitzende von Execuflight erklärte, dass er von den Defiziten der beiden Piloten gewusst hatte, sich jedoch dennoch entschlossen hatte, diese einzustellen. Der Flugkapitän sei aufgrund seiner hohen Erfahrung mit der HS.125 eingestellt worden und, nachdem der Vorsitzende sich von dessen fliegerischen Leistungen im Rahmen von vor der Einstellung erfolgten Testflügen überzeugt hatte. Der Erste Offizier sei aufgrund einer Empfehlung eines Piloten der Fluggesellschaft eingestellt worden, auch in diesem Fall habe man sich im Rahmen eines Testfluges von dessen fliegerischen Leistungen überzeugt. Man habe keine Anstrengungen unternommen, um die früheren Arbeitgeber der Piloten zu kontaktieren und sich nach deren konkreten Defiziten zu erkundigen. Es konnte zudem festgestellt werden, dass die Piloten zwar entsprechend den gesetzlichen Vorgaben im Crew Resource Management fortgebildet worden waren, diese Maßnahme jedoch durch die Fluggesellschaft völlig unzureichend durchgeführt wurde.